# One More Light Live
One More Light Live ist das dritte Livealbum der US-amerikanischen Nu-Metal-Band Linkin Park. Es erschien am 15. Dezember 2017 über die Labels Machine Shop Recordings und Warner Bros. Records und ist die erste Veröffentlichung der Band nach dem Suizid ihres Sängers Chester Bennington.

## Inhalt
Die auf dem Album enthaltenen Lieder wurden während der Tour zu Linkin Parks siebtem Studioalbum One More Light, die vom 9. Juni bis 6. Juli 2017 in Europa stattfand, aufgenommen. Dabei stammen die Songs von Auftritten in Berlin, Krakau, Amsterdam, Sopron, London und Birmingham.
Acht der 16 gespielten Lieder waren auf dem zugehörigen Studioalbum One More Light enthalten, die einzigen One More Light-Lieder, die fehlen, sind Sorry for Now und Halfway Right, welche beide zu Benningtons Lebzeiten nie live gespielt wurden. Zudem wurden drei Songs vom dritten Album Minutes to Midnight und zwei Stücke vom Debütalbum Hybrid Theory ausgewählt. Je ein Titel stammt von den Alben Meteora und Living Things sowie vom Soundtrack zum Film Transformers – Die Rache.

## Covergestaltung
Das Albumcover ist in Schwarz-weiß gehalten und zeigt Mike Shinoda und Chester Bennington bei einem Konzert auf der Bühne vor den Zuschauern, wobei Chester einem Fan die Hand entgegenstreckt. Links oben im Bild befinden sich die weißen Schriftzüge Linkin Park, One More Light und Live.

## Titelliste
| #  | Titel                        | Länge | Album                        |
| -- | ---------------------------- | ----- | ---------------------------- |
| 1  | Talking to Myself            | 5:16  | One More Light               |
| 2  | Burn It Down                 | 4:13  | Living Things                |
| 3  | Battle Symphony              | 3:45  | One More Light               |
| 4  | New Divide                   | 4:30  | Transformers – Die Rache OST |
| 5  | Invisible                    | 4:30  | One More Light               |
| 6  | Nobody Can Save Me           | 4:00  | One More Light               |
| 7  | One More Light               | 4:19  | One More Light               |
| 8  | Crawling                     | 3:29  | Hybrid Theory                |
| 9  | Leave Out All the Rest       | 4:50  | Minutes to Midnight          |
| 10 | Good Goodbye (feat. Stormzy) | 4:08  | One More Light               |
| 11 | What I’ve Done               | 4:33  | Minutes to Midnight          |
| 12 | In the End                   | 3:48  | Hybrid Theory                |
| 13 | Sharp Edges                  | 4:47  | One More Light               |
| 14 | Numb                         | 3:50  | Meteora                      |
| 15 | Heavy                        | 2:56  | One More Light               |
| 16 | Bleed It Out                 | 4:57  | Minutes to Midnight          |

## Chartplatzierungen und Videos
One More Light Live stieg am 22. Dezember 2017 auf Platz 7 in die deutschen Charts ein und belegte in den folgenden Wochen die Ränge 12 und 11. Insgesamt konnte es sich zwölf Wochen in den Top 100 halten. Weniger erfolgreich war das Album in den Vereinigten Staaten, wo es nur Position 28 erreichte.
Vor Erscheinen des Albums wurden Live-Videos der Songs Crawling und Sharp Edges auf dem offiziellen YouTube-Kanal der Band veröffentlicht.

## Rezeption
| Professionelle Bewertungen | Professionelle Bewertungen |
| -------------------------- | -------------------------- |
| Kritiken                   |                            |
| Quelle                     | Bewertung                  |
| laut.de                    | [ 5 ]                      |
| allmusic                   | [ 6 ]                      |

Alex Klug von laut.de bewertete One More Light Live mit drei von möglichen fünf Punkten. Das Album habe einen „besseren Sound“ als vorige Live-Alben der Band und sei „durch und durch klanglich makellos und professionell umgesetzt“. Jedoch fehle „der große Diskografie-Querschnitt, den Linkin Park-Konzerte in Wirklichkeit seit Jahren bieten“. Die Live-Versionen des Titelsongs One More Light und Crawling werden positiv hervorgehoben.